# Стукалов, Сергей Владимирович
Сергей Владимирович Стукалов (8 января 1964, Воронеж) — советский и российский футболист, выступавший на позиции защитника, российский футбольный тренер. Выступал в высших дивизионах СССР и Казахстана.

## Биография
Воспитанник воронежской ДЮСШ ДСО «Зенит». В 1981 году стал привлекаться к резервному составу «Факела», а в 1982—1983 годах выступал во второй лиге за воронежскую «Стрелу».
В 1983 году дебютировал в первом составе воронежского «Факела», выступавшего в первой лиге. Основным игроком команды так и не стал, проведя за четыре сезона лишь 31 матч. В 1985 году, когда «Факел» выступал в высшей лиге, футболист принял участие в семи матчах, дебютную игру на высшем уровне сыграл 16 июня 1985 года против «Жальгириса», выйдя на замену на 8-й минуте вместо Олега Осипова.
В 1987 году перешёл в брянское «Динамо», в котором стал игроком основного состава и за четыре сезона сыграл более 140 матчей. В дальнейшем выступал за воронежский «Буран», балаковский «Иргиз», тульский «Арсенал» и ФК «Орехово».
В начале 1997 года перешёл в клуб высшей лиги Казахстана — «Астана». Дебютный матч за команду сыграл 12 апреля 1997 года против «Шахтёра» (Караганда). Всего за половину сезона сыграл 9 матчей и летом того же года покинул команду.
В конце карьеры снова выступал за клубы Брянска и Балакова. Завершил спортивную карьеру в возрасте 35 лет.
Окончил Воронежский филиал Московского областного государственного института физической культуры и Воронежский филиал Московского гуманитарно-экономического института. После окончания карьеры работал в тренерском штабе клуба «Балаково», в 2002 году был главным тренером, годом ранее — администратором. Затем работал детским тренером в Брянске и Воронеже. По состоянию на 2017 год — директор воронежской СДЮСШОР № 15. Подготовил чемпиона Европы среди юниоров Владислава Паршикова, а также ряд других футболистов-профессионалов.